# Росляково (Саратовская область)
Росляково — деревня в Духовницком районе Саратовской области, в составе сельского поселения Горяиновское муниципальное образование.
Население — 82 (2010).

## История
В Списке населённых мест Российской империи по сведениям за 1859 год упоминается как владельческое сельцо Росляковка (Михайловка) Николаевского уезда Самарской губернии, расположенное при реке Стерехе между Волгским и Хвалынскими трактами на расстоянии 48 вёрст от уездного города. В населённом пункте насчитывалось 10 дворов, проживали 50 мужчин и 36 женщин, имелся православный молитвенный дом. 
После крестьянской реформы Росляковка была отнесена Горяйновской волости. Согласно Списку населённых мест Самарской губернии по сведениям за 1889 год в селе насчитывалось 110 дворов, проживали 645 жителей, русские православного вероисповедания. Земельный надел составлял 262 десятины удобной и 6 десятин неудобной земли, имелись церковь и 6 ветряных мельниц. Согласно переписи 1897 года в селе проживали 522 жителя, православных - 521.
Согласно Списку населённых мест Самарской губернии 1910 года в селе Росляково (оно же Михайловка) проживали 385 мужчин и 365 женщин, земельный надел составлял 874 десятины удобной и 30 десятин неудобной земли, имелись церковь и церковно-приходская школа.

## Физико-географическая характеристика
Деревня находится в Заволжье, на правом берегу реки Стерех, на высоте около 40 метров над уровнем моря. Почвы - чернозёмы южные.
Деревня расположена примерно в 18 км по прямой в южном направлении от районного центра посёлка Духовницкое. По автомобильным дорогам расстояние до районного центра составляет 20 км, до областного центра города Саратов - 240 км, до Самары - 250 км.
Часовой пояс
Росляково, как и вся Саратовская область, находится в часовой зоне МСК+1. Смещение применяемого времени относительно UTC составляет +4:00.

## Население
Динамика численности населения по годам:
| Годы      | 1859 | 1889 | 1897 | 1910 | 2002 |
| --------- | ---- | ---- | ---- | ---- | ---- |
| Население | 86   | 645  | 522  | 750  | 106  |

| 2002 | 2010 |
| ---- | ---- |
| 106  | ↘82  |

Национальный состав
Согласно результатам переписи 2002 года русские составляли 91 % населения села.